# Temporada 1925-1926 del RCD Espanyol
Dades de la Temporada 1925-1926 del RCD Espanyol.

## Fets Destacats

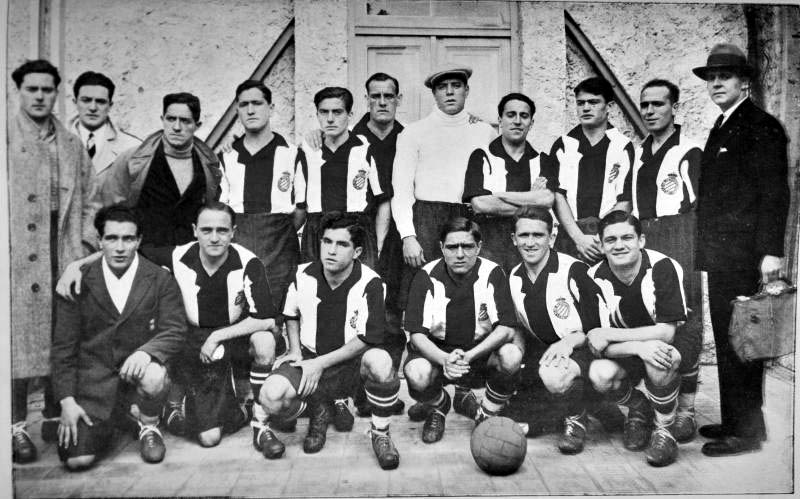
Imatge de l'equip durant la gira americana.

- 19 de setembre de 1925: En partit amistós, Racing de Madrid 0 - Espanyol 2.
- 20 de setembre de 1925: En partit amistós, Racing de Madrid 0 - Espanyol 2.
- 14 de novembre de 1925: En partit amistós, Sparta de Praga 4 - Espanyol 0.
- 15 de novembre de 1925: En partit amistós, Sparta de Praga 4 - Espanyol 0.
- 22 de novembre de 1925: En partit amistós, Red Star de París 1 - Espanyol 6.
- 25 de desembre de 1925: Copa Vea: Espanyol 3 - Europa 1.
- gener de 1926: Degut a la suspensió que sofrí el FC Barcelona per haver xiulat l'himne espanyol en un partit al seu estadi, el Campionat de Catalunya començà amb retard. La segona volta coincidí amb el viatge de l'Espanyol a Amèrica. Aquest fet provocà que perdés el campionat on fins aleshores era líder destacat. L'expedició era composta per: Zamora, Saprissa, Portas, Caicedo, Trabal, Oramás, Olariaga, Vantolrá, Mauri, Padrón, Yurrita i Colls. A més s'incorporaren com a reforç els jugadors: Eduard Cubells (València), Juanito Urquizu (Osasuna), Desiderio Esparza (Tolosa) i els madridistes Cándido Martínez (porter), Félix Quesada, Pedro Escobal i Félix Perez.[6]
- 4 de juny de 1926: Inici de la gira per Amèrica. Fou el primer club de l'estat espanyol en viatjar a aquest continent.
- 27 de juny de 1926: A Argentina, Selecció Zona Sud 0 - Espanyol 1.
- 29 de juny de 1926: A Argentina, Selecció Zona Nord 1 - Espanyol 1.
- 7 de juliol de 1926: A Argentina, Selecció Argentina 2 - Espanyol 2.
- 10 de juliol de 1926: A Argentina, Selecció de Rosario 3 - Espanyol 0.
- 14 de juliol de 1926: A Uruguai, Nacional 0 - Espanyol 1.
- 18 de juliol de 1926: A Uruguai, Peñarol 1 - Espanyol 0.
- 25 de juliol de 1926: A Uruguai, Atlético Pehuajó 0 - Espanyol 1.
- 30 de juliol de 1926: A Uruguai, Huracán 1 - Espanyol 0.
- 3 d'agost de 1926: A Argentina, Selecció de Rosario 1 - Espanyol 1.
- 12 d'agost de 1926: A Xile, Selecció Centre de Xile 4 - Espanyol 3.
- 15 d'agost de 1926: A Xile, Selecció Centre de Xile 4 - Espanyol 2.
- 19 d'agost de 1926: A Xile, Selecció Xilena 1 - Espanyol 4.
- 31 d'agost de 1926: A Perú, Alianza de Lima 1 - Espanyol 3.
- 6 de setembre de 1926: A Perú, C. Progresista Lima 1 - Espanyol 3.
- 7 de setembre de 1926: A Perú, Combinat de Chalago 0 - Espanyol 4.
- 24 de setembre de 1926: A Cuba, Selecció Cubana 3 - Espanyol 4.

## Resultats i Classificació

### Campionat de Catalunya
| Pos | Equip            | PJ | PG | PE | PP | GF | GC | DG  | Pts | Classificació |
| --- | ---------------- | -- | -- | -- | -- | -- | -- | --- | --- | ------------- |
| 6   | Terrassa FC      | 14 | 6  | 3  | 5  | 27 | 23 | +4  | 15  |               |
| 7   | RCD Espanyol     | 14 | 5  | 5  | 4  | 27 | 29 | −2  | 15  |               |
| 8   | FC Martinenc (R) | 14 | 0  | 0  | 14 | 13 | 65 | −52 | 0   | Promoció      |

### Copa Catalunya
| Pos | Equip           | PJ | PG | PE | PP | GF | GC | DG | Pts | Classificació |
| --- | --------------- | -- | -- | -- | -- | -- | -- | -- | --- | ------------- |
| 1   | Terrassa FC (C) | 6  | 5  | 0  | 1  | 24 | 15 | +9 | 10  | Campió        |
| 2   | RCD Espanyol    | 6  | 4  | 1  | 1  | 21 | 13 | +8 | 9   |               |
| 3   | FC Martinenc    | 6  | 4  | 1  | 1  | 17 | 14 | +3 | 9   |               |

### Copa d'Espanya
- Copa d'Espanya: Eliminat a quarts de final per l'Atlètic de Madrid en el partit de desempat (6-1, 0-2, 2-3).

## Plantilla
| P             | Jugador              | C. de Catalunya | C. de Catalunya | Copa d'Espanya | Copa d'Espanya | Copa Catalunya | Copa Catalunya |
| P             | Jugador              | PJ              | G               | PJ             | G              | PJ             | G              |
| ------------- | -------------------- | --------------- | --------------- | -------------- | -------------- | -------------- | -------------- |
| POR           | Ricard Zamora        | 7               | -3              | 7              | -9             | 5              | -8             |
| POR           | Miquel Carceller     | 6               | -25             | -              | -              | 2              | -7             |
| DEF           | Conrad Portas        | 8               | -               | 7              | -              | 6              | -              |
| DEF           | Josep Maria Canals   | 4               | -               | 5              | -              | -              | -              |
| DEF           | Ricardo Saprissa     | 5               | -               | 2              | -              | 6              | -              |
| DEF           | Josep Mongrell       | 6               | 1               | -              | -              | -              | -              |
| DEF           | Rafael González      | 5               | -               | -              | -              | 1              | -              |
| MIG           | Ramon Trabal         | 9               | -               | 7              | -              | 6              | -              |
| MIG           | Patrici Caicedo      | 7               | 1               | 7              | -              | 1              | -              |
| MIG           | José Luis Zabala     | 7               | -               | 7              | 4              | 5              | 1              |
| MIG           | Salvador Humbert     | 3               | -               | -              | -              | 3              | -              |
| DAV           | Teodor Mauri         | 9               | 9               | 7              | 8              | 6              | 5              |
| DAV           | José Padrón          | 9               | 3               | 7              | 3              | 4              | 5              |
| DAV           | Mariano Yurrita      | 8               | 2               | 7              | 4              | 6              | 5              |
| DAV           | Crescente Olariaga   | 8               | 4               | 5              | -              | 6              | 5              |
| DAV           | Rafael Oramas        | 6               | -               | 4              | 4              | 6              | 1              |
| DAV           | Martí Ventolrà       | 5               | 3               | 5              | 2              | 2              | 2              |
| DAV           | Pere Colls           | 2               | 1               | -              | -              | 4              | 1              |
| Equip reserva |                      |                 |                 |                |                |                |                |
| POR           | Alejandro Marly      | 1               | -1              | -              | -              | -              | -              |
| DEF           | Juan Antonio Pascual | 4               | -               | -              | -              | -              | -              |
| DEF           | José Flores          | 4               | -               | -              | -              | -              | -              |
| DEF           | Josep Lluís Mas      | 2               | -               | -              | -              | -              | -              |
| DEF           | Balaguer             | -               | -               | -              | -              | 1              | -              |
| MIG           | Francesc Sanahuja    | 3               | -               | -              | -              | 2              | -              |
| MIG           | José Rivali          | 3               | -               | -              | -              | 1              | -              |
| MIG           | Josep Ródenas        | 1               | -               | -              | -              | -              | -              |
| MIG           | Antonio Machado      | -               | -               | -              | -              | 1              | -              |
| MIG           | Pere Querol          | -               | -               | -              | -              | -              | -              |
| DAV           | Gorgonio Martínez    | 5               | 1               | -              | -              | -              | -              |
| DAV           | Josep Corominas      | 4               | -               | -              | -              | -              | -              |
| DAV           | Enric Sagi-Barba     | 4               | -               | -              | -              | 1              | -              |
| DAV           | Casimir Mallorquí    | 3               | -               | -              | -              | -              | -              |
| DAV           | Ramon Mongrell       | 3               | 2               | -              | -              | -              | -              |
| DAV           | Josep Roig           | 3               | -               | -              | -              | -              | -              |
| DAV           | Víctor Juanico       | -               | -               | -              | -              | 1              | -              |
| DAV           | José Oliver          | -               | -               | -              | -              | 1              | -              |
| DAV           | Gimbernat            | -               | -               | -              | -              | -              | -              |